# 1920年夏季奥林匹克运动会
第七屆夏季奧林匹克運動會（英語：the Games of the VII Olympiad），于1920年4月20日至9月12日在比利时安特卫普举行。

## 背景
安特卫普是在1919年4月被确定为本届奥运会的举办城市，其它两个竞争对手是荷兰的阿姆斯特丹和法国的里昂。德国、奥地利、匈牙利、保加利亚和土耳其因為在第一次世界大戰中戰敗，被指責發動戰爭而遭受制裁，被禁止參加本屆奧運會。蘇聯則還處於內戰陰霾中，因而未參加本屆奧運。

## 焦點
- 首届在开幕式中加入运动员宣誓仪式的奥运会。
- 本届奥运会的帆船比赛大多在奥斯坦德举行，但部分决赛场次在荷兰阿姆斯特丹举行。

## 比赛项目
| - 射箭 - 田径 - 拳击 - 马术 - 击剑 - 足球 - 体操 - 赛艇 |  | - 帆船 - 射击 - 网球 - 拔河 - 举重 - 摔跤 - 马球 - 冰球 |  | - 自行车 - 曲棍球 - 橄榄球 - 花样滑冰 - 现代五项 - 水上项目 - 游泳 - 跳水 - 水球 |  |  |

### 表演项目

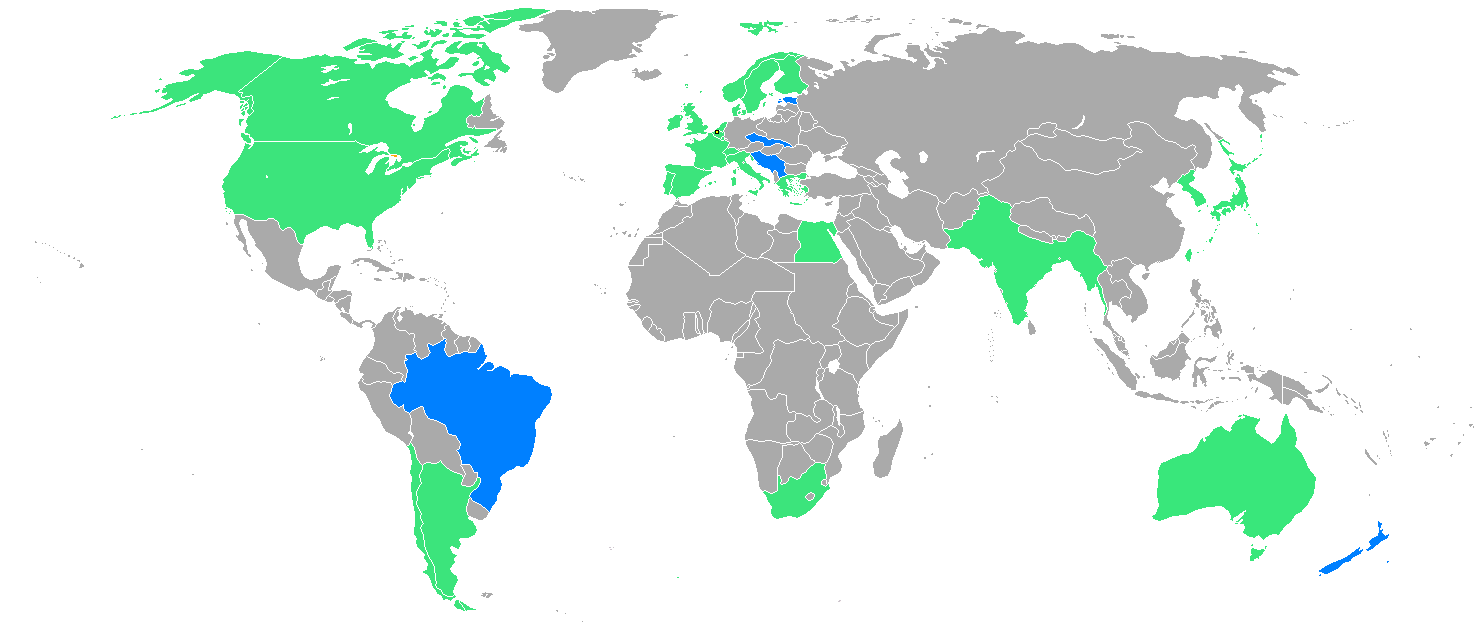
参赛国家及地区分布

- 合球

## 参赛国家及地区
有29个国家参加了本届奥运会。
| - 希腊（57） - 阿根廷（1） - （13） - 巴西（21） - 加拿大（53） - 智利（2） - 捷克斯洛伐克（121） - 丹麦（154） - 埃及（22） | - 西班牙（32） - 爱沙尼亚（14） - 芬兰（63） - 法国（304） - 英国（235） - 印度（5） - 意大利（174） - 日本（15） - 卢森堡（25） | - 摩纳哥（4） - 荷兰（113） - 新西兰（4） - 挪威（194） - 葡萄牙（13） - 南非（39） - 瑞典（260） - 瑞士（77） - 美国（288） - 南斯拉夫（12）* - 比利时（336）(東道主) |

## 獎牌榜
| 排名 | 国家／地区 | 金牌 | 银牌 | 铜牌 | 總數 |
| ---- | ---------- | ---- | ---- | ---- | ---- |
| 1    | 美国       | 41   | 27   | 27   | 95   |
| 2    | 瑞典       | 19   | 18   | 24   | 64   |
| 3    | 英国       | 15   | 15   | 13   | 44   |
| 4    | 芬兰       | 15   | 10   | 9    | 34   |
| 5    | 比利时     | 14   | 11   | 11   | 36   |
| 6    | 挪威       | 13   | 9    | 9    | 31   |
| 7    | 意大利     | 13   | 5    | 5    | 23   |
| 8    | 法国       | 9    | 19   | 13   | 41   |
| 9    | 荷兰       | 4    | 2    | 5    | 11   |
| 10   | 丹麦       | 3    | 9    | 1    | 13   |

## 外部連結
- 國際奧委會關於安特衛普奧運會的資料（页面存档备份，存于）
- 中国奥委会有关第七届奥运会的资料

| 前任者： 柏林（因一战取消） | 夏季奧林匹克運動會 第7届： 安特卫普奥运会 1920年 | 繼任者： 巴黎 |